# 2013년 동계 세계 군인 체육 대회
2013년 동계 세계 군인 체육대회는 2013년 프랑스 안시, 샤모니에서 개최된 2번째 동계 세계 군인 체육대회이다.